# Valtunk
Valtunk, karantanski knez koji je vladao od 772. godine. Nasljednik je kneza Hotimira poslije čije smrti je buknuo veliki protufranački ustanak u Karantaniji koji je trajao od 769. do 772. godine. Novi knez ga je uspio ugušiti tek uz pomoć Bavaraca, koji su ga postavili za oblasnog kneza. Postoje nedoumice oko Valtunkove etničke pripadnosti, jer se njegovo ime moglo naći i među germanskim stanovnicima te je stoga dvojbeno je li bio Slaven ili German.

## Vanjske poveznice
- Valtunk, karantanski knez . slovenska-biografija.si (slov.)